# 陈新民 (1912年)
陈新民（1912年—1992年），男，安徽望江人，中国冶金过程物理化学家。

## 生平
陈新民自学小学课本后考入私立南开学校。1931年毕业后，考入清华大学。1935年毕业于清华大学，1945年获麻省理工学院博士学位。1952年在长沙筹建中南矿冶学院，任院长。1980年当选为中国科学院院士（学部委员）。1957年后受到不公正挫折后离开学院领导岗位。1979年出任副院长。1984年任中南矿冶学院名誉院长，1985年任中南工业大学名誉校长。
1980年至1992年任湖南省第五、六、七届人大常委会副主任。

## 社会兼职
1983年5月28日至30日，中国高等教育学会在北京召开成立大会，大会选举了第一届理事会成员，他出任常务理事。